# Universul Amiază
Universul Amiază sau Lumea Amiază  (rusă Мир Полудня) (engleză Noon Universe) este un univers fictiv dintr-o serie de romane științifico-fantastice scrise de Arkadi și Boris Strugațki.
Universul este numit după romanul din 1962: Întoarcerea - Amiaza veacului al XXII-lea (Полдень. XXII век), primul roman cronologic al seriei. În timp ce Universul Amiază prezintă multe calități utopice similare cu începutul universului Star Trek (cum ar fi pacea mondială și standarde de viață ridicate), acest univers prezintă și unele probleme și conflicte interne.
Potrivit lui Arkadi Strugațki, la început, cei doi frați nu au făcut niciun efort conștient pentru a crea un univers fictiv. Mai degrabă, ei au refolosit personaje și lumi din scrieri mai vechi ori de câte ori le-a fost convenabil. Mai târziu ei au început să dezvolte conștient teme și scenarii comune din scrieri anterioare pentru a crea lucrări noi.

## Descriere
Victoria comunismului și realizările tehnologice ale Pământului în secolele XXI - XXII au rezolvat problema lipsei de resurse și au salvat oamenii de la nevoia de a epuiza forța de muncă pentru pâinea lor zilnică, ceea ce, la rândul său, a dus la abandonarea relațiilor de piață și a banilor. Secolul al XXII-lea este descris după cum urmează:
„Nu mai există necomuniști. Toți cei zece miliarde sunt comuniști... Dar ei au deja obiective diferite. Fostul obiectiv al comunistului - abundența și frumusețea mentală și fizică - a încetat să mai fie un obiectiv. Acum este o realitate.”
Una dintre planetele locuite de oameni și patria lor istorică este Pământul. De fapt, este identic cu Pământul de astăzi, totuși, aparține secolului XXII. Este descris mai detaliat în romanul Întoarcerea - Amiaza veacului al XXII-lea (Полдень. XXII век), cronologic primul roman al seriei.
Pe Pământ Pământ, principalele probleme economice, sociale și de mediu sunt rezolvate în cele din urmă. Succesele bioingineriei au asigurat abundența materialelor fără supraproducție și poluarea mediului. Tehnologia zborurilor interstelare a apărut, colonizarea planetelor îndepărtate reprezentând prioritatea prezentului. Au fost stabilite contacte cu civilizații extraterestre. Vederea lumii a oamenilor s-a schimbat dramatic. Munca în beneficiul societății este considerată o datorie naturală și o nevoie a tuturor. Viața unei ființe raționale este recunoscută ca o valoare necondiționată și supremă, manifestarea agresivității și ostilității față de alt om a devenit o excepție clară. Știința societății a făcut un salt cuantic (au fost create teorii despre secvențele istorice și „progresul vertical”).
Pe Pământ, cea mai înaltă autoritate este Consiliul Mondial, ai cărui membri sunt cei mai cunoscuți oameni de știință, istorici, profesori și medici. De regulă, Consiliul se ocupă doar de probleme de proporții globale terestre și galactice.
Cea mai neobișnuită caracteristică a Universului Amiezii în comparație cu alte universuri fictive celebre (de exemplu, Dune sau Star Wars) este alienarea aproape completă a ideilor imperialismului. Nicio singură rasă rațională a Universului Amiezii nu a fost implicată în construirea unui imperiu galactic (republica este o alternativă): nici în secolul XXI conform calendarului Pământului, nici înainte. În schimb, oamenii preferă să rămână lângă planetele lor de acasă și numai cei mai avansați din punct de vedere tehnologic (oameni ai Pământului și, probabil, Rătăcitorii - Странники) își permit să intervină în treburile altor planete și numai sub forma așa-numitei „progresii”.- intervenții gratuite, secrete și strict dozate, care contribuie la dezvoltarea culturii unei civilizații separate.

### Civilizații
În afară de oameni, mai există și o serie de alte civilizații și rase inteligente. Mulți dintre ei sunt similari cu locuitorii Pământului, în timp ce alții sunt atât de diferiți de ei încât raționalitatea lor a fost pusă la îndoială ani de zile. Unele civilizații extraterestre mențin de asemenea un contact diplomatic cu Pământul. Din motive neclare, cele mai multe dintre planetele locuite sunt locuite de umanoizi, practic genetic nedistinși de pământeni, dar, de regulă, acest lucru este atribuit manipulărilor Rătăcitorilor.
Rătăcitorii  reprezintă, fără îndoială, cea mai misterioasă rasă extraterestră din Universul Amiezii. Doar pasiunea lor pentru conspirație, cu care își maschează toată activitatea în Universul Amiezii, poate fi comparată cu dezvoltarea lor tehnologică. În ciuda faptului că oamenii nu au reușit să realizeze obiectivele urmărite de ei, multe semne indică faptul că Rătăcitorii au propria lor instituție de progres. Realizările lor în știință și tehnologie depășesc cu ușurință toate cunoștințele combinate ale oamenilor, ale Tagoreanilor și ale Golovanilor.

## Lucrări

### Romane
Următoarele romane fac parte din Universul Amiază (listă cronologică):
- Întoarcerea - Amiaza veacului al XXII-lea (Полдень. XXII век)
- Tentativa de evadare (Попытка к бегству)
- Curcubeul îndepărtat (Далекая Радуга)
- E greu să fii zeu (Трудно быть богом)
- (Беспокойство)  (cu sensul de Anxietate / Îngrijorare) - variantă inițială a romanului Melcul pe povârniș (Улитка на склоне) care nu face parte din Universul Amiază
- Insula locuită (Обитаемый остров)
- Piciul (Малыш)
- Un flăcău din infern (Парень из преисподней)
- Scarabeul în mușuroi (Жук в муравейнике)
- Valurile liniștesc vântul (Волны гасят ветер)

Există legături cu primele scrieri ale autorilor, precum Țara norilor purpurii ("Страна багровых туч"), Stagiarii ("Стажеры"), Cercul final al Paradisului (prin intermediul Ivan Zhilin), Ispytanie SKIBR, Chastnye predpolozheniya, în special prin intermediul familiei lui Bykov.
Insula locuită, Scarabeul în mușuroi și Valurile liniștesc vântul formează Trilogia Progresorilor sau Maxim Kammerer.

### Povestiri
- „Conul alb al Alaidei” (Белый конус Алаида, 1959)
- „Cheia timpului” (Частные предположения, 1959)

## Personalități
- Lev Abalkin (Абалкин, Лев)
- Leonid Gorbovsky (Горбовcкий, Леонид)
- Maxim Kammerer (Каммерер, Максим)
- Gennady Komov (Комов, Геннадий)
- Rudolf Sikorski (Сикорски, Рудольф)

## Planete importante
- Arca (Ковчег)
- Arkanar (Арканар) [4]
- Pământ (Земля)
- Garrota (Гаррота)
- Giganda (Гиганда)
- Speranța (Надежда)
- Leonida (Леонида)
- Pandora (Пандора)
- Pant (Панта)
- Curcubeu (Радуга)
- Rujena (Ружена)
- Saraksh (Саракш)
- Saula (Саула)
- Tagora (Тагора)
- Tissa (Тисса)
- Vladislava (Владислава)
- Yaila (Яйла)